# Morbier, Jura
Morbier är en kommun i departementet Jura i regionen Bourgogne-Franche-Comté i östra Frankrike. Kommunen ligger i kantonen Morez som tillhör arrondissementet Saint-Claude. År 2022 hade Morbier 2 371 invånare.

## Befolkningsutveckling
Antalet invånare i kommunen Morbier
Referens:INSEE